# Mesure du soutien agricole
La mesure du soutien agricole est un calcul complexe qui est effectué selon diverses méthodes, en fonction des objectifs visés. Néanmoins, l'objectif constant est de disposer d'un outil permettant de comparer les niveaux de soutien qu'apportent les politiques agricoles au secteur agricole, de différents pays, et au long du temps.
Si les budgets donnent une idée des efforts des politiques pour soutenir le secteur agricole, ils le font de façon très fruste. Les quotas de production par exemple, peuvent contribuer de façon importante au soutien des prix, donc des revenus agricoles, sans coûter très cher à la puissance publique. Il est donc nécessaire de développer des méthodes permettant de mesurer de façon plus fine le soutien au secteur agricole par les politiques.
Par ailleurs, ces dernières deviennent de plus en plus compliquées, faisant appel à un nombre croissant d'outils différents. Cela implique qu'il devient de plus en plus complexe et difficile de les comparer selon des critères communs, et rend cruciale la question de l'incorporation ou non de ces instruments dans la mesure.
Différents organismes ont développé leur propre mesure du soutien agricole.

## Différentes solutions adoptées
- montant de soutien (MDS), par la Communauté économique européenne
- mesure globale de soutien (MGS) et mesure du soutien interne global ayant des effets de distorsion des échanges (SGEDE), par l'Organisation mondiale du commerce
- estimation du soutien au producteur (ESP), anciennement appelée "équivalent subvention à la production", par l'Organisation de coopération et de développement économiques